# Chris Bryant
Christopher John Bryant, né le 11 janvier 1962 à Cardiff, est un homme politique britannique, membre du Parti travailliste.

## Biographie
Bryant passe une partie de sa jeunesse en Espagne, où travaille son père. Durant ses études à Oxford, il est proche du Parti conservateur. Il rejoint une école théologique et devient prêtre de l'Église d'Angleterre en 1986. En 1991, Bryant quitte l'église en raison de son homosexualité.
Il travaille par la suite pour un député travailliste et préside le Christian Socialist Movement. Il est élu au conseil du borough londonien de Hackney puis est battu de justesse aux élections législatives de 1997, dans la circonscription de Wycombe. Il devient alors directeur des affaires européennes à la BBC.
Lors des élections législatives de 2001, il est élu dans la circonscription de Rhondda, un bastion du Parti travailliste au Pays de Galles. En 2003, une photographie du député en sous-vêtement, initialement publiée sur un site de rencontre gay, est diffusée dans la presse,.
En 2006, pourtant réputé blairiste, il écrit avec son collègue Siôn Simon une lettre demandant la démission du Premier ministre Tony Blair. L'année suivante, il est l'un des rares députés signataires de la lettre à ne pas être nommé ministre par Gordon Brown. Quelques années plus tard, il rejoint cependant le gouvernement Brown en tant que secrétaire d'État aux affaires européennes.
En 2010, Bryant et Jared Cranney sont le premier couple homosexuel à s'unir dans l'enceinte du Parlement britannique,.
Après la défaite des travaillistes en 2010, il participe au cabinet fantôme d'Ed Miliband puis de Jeremy Corbyn, notamment à l'immigration, à la culture et aux relations avec le parlement. En juin 2016, il démissionne du cabinet fantôme pour protester contre le manque d'investissement de Corbyn en faveur du remain lors du référendum sur le Brexit.
Il est nommé ministre d’État à l'infrastructure numérique, le 8 juillet 2024, dans le gouvernement Starmer.